# Tito Kuramotto
Tito Kuramotto Medina (Santa Cruz de la Sierra, Bolivia, 19 de julio de 1941) es un pintor y artista plástico boliviano reconocido por su trayectoria de más de seis décadas y su experimentación en obras realistas, expresionistas y cubistas con matices regionales.

## Reconocimientos
- Primer Premio de pintura en la I Bienal de Pintura en Santa Cruz, 1977.
- Mención Honrosa en la Feria Exposición de Santa Cruz,1969 y 1971.
- Primer Premio en grabado de la II Bienal de Santa Cruz, 1979.
- Medalla al Mérito Cultural otorgado por el Estado Boliviano en Santa Cruz, 2006.[3]